# Brunnen im Broch von Breckness
Der Brunnen im Broch von Breckness, unterhalb der Reste des durch Küstenerosion stark geschädigten Brochs von Breckness, westlich von Stromness, auf Mainland, der Hauptinsel der Orkney wurde in den 1990er Jahren untersucht. Von dem im Jahre 1993 entdeckten Brunnen war bereits ein Jahr später eine Hälfte durch Erosion abgetragen. Einige Jahre zuvor war ein Brunnen im „Warebeth Broch“, der am gleichen Küstenabschnitt, unter dem Friedhof von Stromness liegt, ähnlichen Umständen ausgesetzt. Sein Inhalt wurden ausgegraben und seine Struktur beschrieben.

Querschnitt eines Brochs

## Archäologischer Hintergrund
Der Broch von Breckness war seit der zweiten Hälfte des 19. Jahrhunderts ein Platz archäologischen Interesses. Bis Mitte der 1980er Jahre war er von einer Grasnarbe verdeckt. Ein Erdrutsch führte dazu, dass gelegentlich menschliche Schädel und Knochen am Strand gefunden wurden, die die Erosion der Klippe anzeigten. 1993 wurde der unterhalb des Brochs gelegte Brunnen gefunden, der ebenso wie ein flacher Graben 27 m westlich in den Untergrund geschnitten war. Der westlich des Brochs gefundene U-förmige Graben wird als Teil einer eisenzeitlichen Siedlung interpretiert und wurde zum Zeitpunkt der Ausgrabung des Brunnens aufgenommen, aber nicht ausgegraben.
Eine zeitgenössische oder spätere eisenzeitliche Siedlung mit Abfallschichten (engl. midden) im Osten des Brochs ist ebenfalls der Erosion der Steilküste ausgesetzt. Der Brunnen war bei der Entfernung einiger Einbauten des Brochs entdeckt worden. Die mehrseitige Brunnenwand war teilweise abgetragen und lag seewärts auf einer Felswand. Das erhaltene Material wurde durch den nächsten Sturm, oder die nächste Flut bedroht.

## Ziele und Methoden
Angesichts der Bedrohung durch Erosion und den potenziellen Verlust von Informationen über die Eisenzeit die der Brunnen enthielt, wurde beschlossen die Struktur auszugraben. Es war letztlich sicherer, den restlichen Brunnen zu entfernen. Die Entfernung auf der Meerseite ermöglichte von dort den leichten Zugang. Die Oberseite war auch durch Erosion abgetragen, und die darüberliegende Stratigraphie aus dem Inneren des Brochs endet abrupt an der landseitigen Brunnenwand. Eine etwa einen Meter hohe Ablagerung, die von Hand ausgegraben wurde, hatte im Brunnen überlebt. Ergebnisse der Ausgrabung:
Der Brunnen war ein in den Fels geschnittenes Parallelogramm, von 1,7 mal 2,6 m im Grundriss. Er war in den weichen laminierten Sandstein gegraben worden und erreichte in der erhaltenen Nordwestecke eine Höhe von etwa zwei Metern. Ein kleiner Mauerwerksbereich oberhalb der Nordwand weist darauf hin, dass sein Dach als Kraggewölbe ausgeführt war.
Auf dem Boden der Füllschicht wurde eine fast intakte Dachplatte von 0,95 × 0,95 m zusammen mit größeren Steinen gefunden. Die übrigen Funde, bestanden aus Knochen von Vögeln, Land- und Meeressäugern, einigen menschlichen Überresten, Stein- und Knochenartefakten und zerscherbter Keramik. Alle Funde waren infolge des Dacheinsturzes aus dem Bereich des Brochs in den Brunnen gelangt.

## Funde und Proben
Insgesamt 14 Kleinfunde und 22 Proben wurden aus der Brunnenfüllung geborgen. Darüber hinaus gab es Kleinfunde aus dem Graben und aus dem Køkkenmøddinger (midden).

### Keramik
Acht Scherben grober Keramik wurden in der Füllung des Brunnens, sieben im Graben und drei im Køkkenmøddinger gefunden. Die unverzierten Scherben entsprechen Funden aus anderen Brochs auf Orkney. Sie sind relativ klein, keine wiegt mehr als 53 g. Die durchschnittliche Dicke der Scherben beträgt 9 mm. Es gibt keine Feinkeramik, die Gefäße aus späteren Perioden repräsentiert. Alle sind typische mitteleisenzeitliche Ware, die während der Zeit der Nutzung des Broch und während der Füllung des Grabens im Gebrauch war. Mehrere Fragmente zeigen Verrußung oder Kohleablagerungen, was auf ihre Verwendung auf oder in der Nähe einer Feuerstelle deutet.

### Knochenartefakte
Drei Stichel oder Bohrer (aus Geweih oder Knochen) im Brunnen wurden zusammen mit bearbeiteten und unbearbeiteten Fragmenten von Hirschgeweih gefunden. Die Artefakte weisen auf Leder-, Knochen- oder Geweihbearbeitung, die zum Zeitpunkt des Zusammenbruchs des Brunnendachs innerhalb des Brochs stattgefunden haben kann.
Zwei der vollständigen Bohrer waren über 110 mm lange Werkzeuge, mit starker Politur, die auf eine lange Nutzung deutet. Sie können Werkzeuge zum Durchlochen von Häuten und Leder gewesen sein. Knochensplitter, die auch als Stichel verwendet wurden, wurden im Brunnen und in der Grabenfüllung gefunden. Häufig wurden Stichel und Bohrer aus den Langknochen von Schafen hergestellt und ähnliche Werkzeuge werden in Brochs häufig gefunden. Sie lassen jedoch keine Rückschlüsse auf einen bestimmten Zeitraum zu, da die gleichen Werkzeuge bereits während der Jungsteinzeit in Skara Brae verwendet wurden. Die Geweihfragmente und Knochen von Rothirschen zeigen, dass sie wegen ihrer Felle, des Fleisches und der Geweihe auf Orkney entweder gejagt oder gehalten wurden. Geweih war, wie andere Brochfunde belegen, Werkstoff für die Kammherstellung, (z. B. auch Weberkämme) und für Messergriffe.

### Steinartefakte
Bei der Ausgrabung des Brunnens wurden nur drei Steinartefakte gefunden. Ein kleiner, runder Topfdeckel und zwei Äxte aus Strandkieseln. Diese Werkzeuge sind typische, aber ebenfalls undatierbare Brochfunde. Ein winziger, runder, flacher, durchbohrter Stein aus Kalkstein oder Marmor wurde im Midden gefunden. Seine Größe und Form ist ähnlich den Glasperlen der Eisenzeit. Allerdings sind in der Eisenzeit in der Regel größere Steinperlen in verschiedenen Formen geläufig.

### Tierknochen
Der Broch von Breckness enthielt eine Reihe von Tierknochen in gutem Zustand. Die identifizierten Säugetierarten waren: Füchse, Hirsche, Hunde, Kaninchen, Katzen, Rinder, Schafe, Schweine und Robbenarten. Die Vogelknochen belegen: Haushuhn (Gallus gallus), Felsentaube (Columba livia), Tölpel (Sula bassana) und Trottellumme (Uria aalge). Vier Fischgräten wurden ebenfalls entdeckt. Die Hirschknochen stammen von großen Tieren. Rinderknochen waren nur schwach vertreten. Knochen von Schafen waren zahlreich. Während die Knochen von Rindern, Rotwild und Hausgeflügel Schnittmarken aufweisen, was darauf verweist, dass das Fleisch als Nahrungsmittel verwendet wurde, zeigt kein Schafsknochen Schnittmarken. Dies scheint darauf hinzudeuten, dass ganze Tierkörper in den Brunnen gelangten, was auch für die Katzen- und Fuchsknochen angenommen werden kann. Die Anwesenheit von Kaninchenknochen im Brunnen ist problematisch, da diese Art bis zum Mittelalter auf die Inseln nicht eingeführt war. Sie stammen daher wahrscheinlich von modernen Eingriffen, zumal auch keine Schnittmarken auf ihnen beobachtet wurden. Alle Vogelarten sind essbar, aber es gibt keinen Beleg dafür, dass dies am Broch von Breckness der Fall war, denn auch hier gab es keine Schnittmarken auf den Knochen.

### Alter der Tiere
Sechs von sieben der Schafe scheinen vor Erreichung des Alters von zwei Jahren gestorben zu sein. Aufgrund der Zahn- und Epiphysenfusion starb ein Tier zwischen zwei bis sechs Monaten. Wie beim Broch of Howe, waren zu etwa 50 % sehr junge Rothirsche verzehrt worden.

### Menschliche Überreste
In den oberen Schichten der Brunnenfüllung wurden acht Fragmente von Knochen eines jungen Erwachsenen gefunden.

### Andere organische Reste
Zu den anderen Überresten in der Brunnenfüllung gehören Fragmente von Kohle, Hummern oder Krabben und Muscheln, letztere sind aufgrund der Lage des Broch wahrscheinlich modernen Eingriffen zuzuschreiben.

## Interpretation
Der Brunnen wurde mittig in den Resten des Brochs gefunden. Der Untergrund, in den er geschnitten wurde, wurde durch Mauerwerk eingeebnet, das oben wahrscheinlich eine Kragkuppel bildete. Die im Brunnen gefundene große quadratische Steinplatte verschloss ihn. Der Dachstein war an den Seiten eingekerbt, was anzeigt, dass er über die Öffnung gehalten wurde. Fehlende Verschleißspuren lassen vermuten, dass er bei der Öffnung angehoben anstatt zur Seite gezogen wurde. Anhand der Belege wird angenommen, dass der Zusammenbruch des Brunnendaches bereits während der Nutzung des Broch eintrat.
Es ist unbekannt, ob der Zusammenbruch das Ergebnis des Versagens der Brunnenstruktur oder Anteil des Zusammenbruchs des Brochs war. Unabhängig davon wurde kein Hinweis auf die Weiternutzung des Brunnens gefunden, noch gab es einen Versuch, ihn zu reinigen oder zu reparieren. Es gibt allerdings Hinweise, dass Schafskörper und Rotwild- sowie Katzen- und Fuchsknochen möglicherweise erst nach dem Zusammenbruch in den Brunnen geworfen wurden.
Der Zusammenbruch war vielleicht das Ergebnis einer Absenkung des Brochs. Diese kann so folgenreich gewesen sein, dass sie zur Aufgabe des Brochs führte. Das Fehlen von Trümmern in der verbleibenden Brochstruktur kann nicht durch Erosion erklärt werden, es weist auf eine frühe Aufgabe und die Weiternutzung als Steinbruch.

## Grundfrage
Diskutiert wird, ob die Struktur überhaupt ein Brunnen war. War es nur ein Hohlraum unterhalb dem Broch oder hat es eine andere Funktion. Das Auftreten von Strukturen unter Brochböden wie bei Gurness und neuerdings auch im Mine Howe, lässt vermuten, dass nicht alle unterirdischen Kammern Brunnen waren. Die Position des Breckness Brunnens und sein einfacher Aufbau, lässt allerdings vermuten, dass es ein Brunnen, wie der im Warebeth Broch war.
Wichtig zu klären wäre die Abfolge der Ereignisse, die zum Zusammenbruch des Brunnens, und zur vermutlichen Aufgabe des Broch geführt haben. Strukturelle Ausfälle von Brochs wurden unter anderem von Gurness, Midhowe und Howe verzeichnet und könnten eine gemeinsame Ursache haben. Das im 19. Jahrhundert von Watt verzeichnet Fehlen von Ablagerungen im Broch von Breckness, weist auf eine kurze Nutzung. Die umfangreichen Überreste in den zeitgenössischen und späteren Siedlung bei Breckness zeigen, dass der Platz aber nicht völlig aufgegeben wurde, und bis weit ins erste nachchristliche Jahrtausend genutzt blieb.
Brunnen finden sich auch in den baulich ganz ähnlichen Turmbauten auf Sardinen, den Nuraghen.